# Compressores de parafuso
Compressor de parafuso pode ser descrito como uma máquina de fluxo, de deslocamento positivo, que tem por finalidade a redução do volume de um certo fluido. O gás é comprimido pela rotação de seus rotores acoplados a um motor, geralmente elétrico, criando um gás com um temperatura elevada e uma certa pressão consideravelmente alta.

## Componentes e funcionamento
Selado ao óleo, e uma máquina contendo dois rotores acoplados em mancais, feitas para sua melhor fixação nas posições inicias de movimentação.
Existe um rotor macho, que se tem um formato convexo, um rotor fêmea, com perfil côncavo, os rotores são de tais formas, devido ao movimento que eles fazem na relação de trabalho, como um parafuso sem-fim, seus perfis convexo e côncavos facilitam seu pequeno e macio acoplamento, diminuindo assim o atrito entre os fusos.

## Ciclos de operação
- Sucção
- Compressão
- Descarga

### Sucção
Quando os rotores entram em movimento rotativo, eles criam espaços entre as helicoides dos rotores, fazendo assim uma criação de vácuo, o ar que tende a entrar por um orifício canalizado, tende a ocupar estes espaços.

### Compressão
Devido aos movimentos rotativos, as helicoides dos rotores machos e fêmeas, tendem a sem encontrar, fazendo assim a compressão do ar(gás), ocasionando a compressão.

### Descarga
Conforme feita a compressão do gás, consequentemente a temperatura e a pressão aumentam, fazendo assim exceder o limite de pressão da válvula de descarga, que se abre, este tipo de compressor, não possui válvulas que indiquem quando a compressão termina, o local onde se encontra a câmara de descarga que determina, este processo.

## Razão entre volumes
Conforme o compressor não possuir válvulas, a localização da câmara de descarga determina a máxima pressão que será conseguida nas helicoides, antes de expulsar o gás.
Devido este processo, a razão de volume se define da seguinte formula:

### Vi=vs/vd
Vi= razão entre volumes
Vs= volume na sucção
Vd= volume na descarga

### Pi=vi.cp
Pi= razão entre pressões
Cp=calor especifico do gás

## Velocidade variável
O controle de velocidade de um compressor de parafuso, e ocasionalmente utilizada, podem ser efetuadas com de rotações controladas como: turbinas a vapor, motores elétricos. Este compressor, sua potência, não decresce com a redução de velocidade, mas cai com a rotação dos rotores e com a razão de compressão, sua eficiência a cargas parciais será melhor a baixas razoes de compressões e melhora altas razões de compressões a velocidades reduzidas.

## Sistema de lubrificação

### (Separação e resfriamento)
O óleo faz a lubrificação das helicoides dos rotores do compressor, devido a este processo, em determinados sistemas na indústria, e necessária a separação do óleo e do gás. O óleo em mistura com o gás em compressão, e mandado para um separador de óleo onde há uma mudança de direção e uma grande redução da velocidade consequentemente. As partículas maiores de óleo, são direcionadas a um reservatório de gravidade, as menores sai dirigidas a um tipo de filtro coalescente(aderência), que entram em contato com as fibras do filtro e coalescem(aderem)as gotículas maiores recolhidas são mandadas para zona de baixa pressão do compressor, este processo também tem uma ação refrigerante, por que absorvem o calor e vaporize, ou borbulhe na superfície do óleo, fornecendo uma pureza ao óleo para reinjeção ao compressor.

## Resfriamento a água
Quando o óleo deixa o separador, e bombeado por um trocador de calor tipo casco, tubo ou placa. Onde o calor e rejeitado numa corrente de água ou glicol. O óleo resfriado e filtrado e retorna para injeção ao compressor. Outros sistemas de resfriamentos: termossifão, injeção de líquido.